# Henri Lagriffoul
Henri Albert Lagriffoul est un sculpteur et médailleur français, né à Paris, dans le 3e arrondissement ,  le 9 mai 1907 et mort dans cette même ville le 22 août 1981 dans le 14e arrondissement.

## Biographie
Henri Lagriffoul naît à Paris le 9 mai 1907, rue du Temple où son père dirige un atelier d’orfèvrerie. Ce milieu à la fois artistique et technique éveille vite sa sensibilité à la beauté des formes et des matériaux. Il est bon élève au lycée Turgot et ses professeurs lui conseillent des études scientifiques, mais il préfère se diriger vers la sculpture. En 1924, il entre à l’École des beaux-arts où il devient l’élève de Paul Landowski,, pour lequel il gardera toujours une grande admiration.

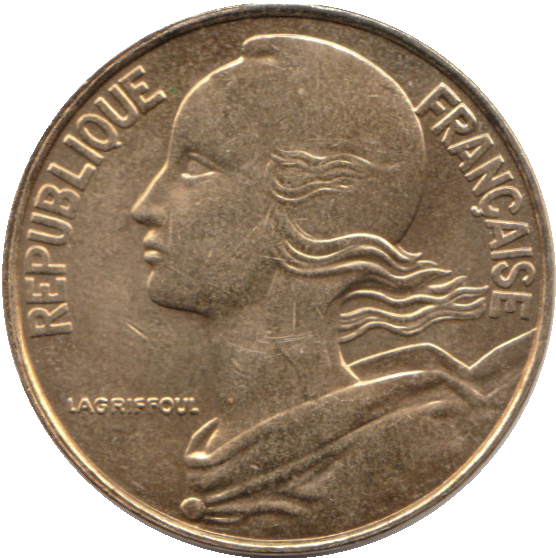
Avers de la pièce de 20 centimes Marianne.

### L'avant guerre
En 1932, il remporte le premier grand prix de Rome de sculpture. La villa Médicis à Rome lui est ouverte pour trois ans, temps qu’il va consacrer à la réalisation de ses premières grandes œuvres et à la découverte du monde méditerranéen et de ses chefs-d’œuvre artistiques. Il épouse sa camarade sculptrice, Germaine Rességuier, morte en 2003, dont il aura deux enfants.
À son retour, il installe son atelier 5 rue Mazarine à Paris. Comme de nombreux artistes, il travaille pour l’Exposition internationale de 1937 et réalise quatre grands bas-reliefs en bronze doré destinés au théâtre national de Chaillot (actuellement au musée de Mont-de-Marsan). La même année, il livre au Comité France-Amérique, deux grands bustes en bronze de Cavelier de la Salle, qui seront offerts par la France aux États de la Louisiane et du Texas, à l’occasion de la célébration du trois centième anniversaire de la découverte de ces territoires.

### Maturité

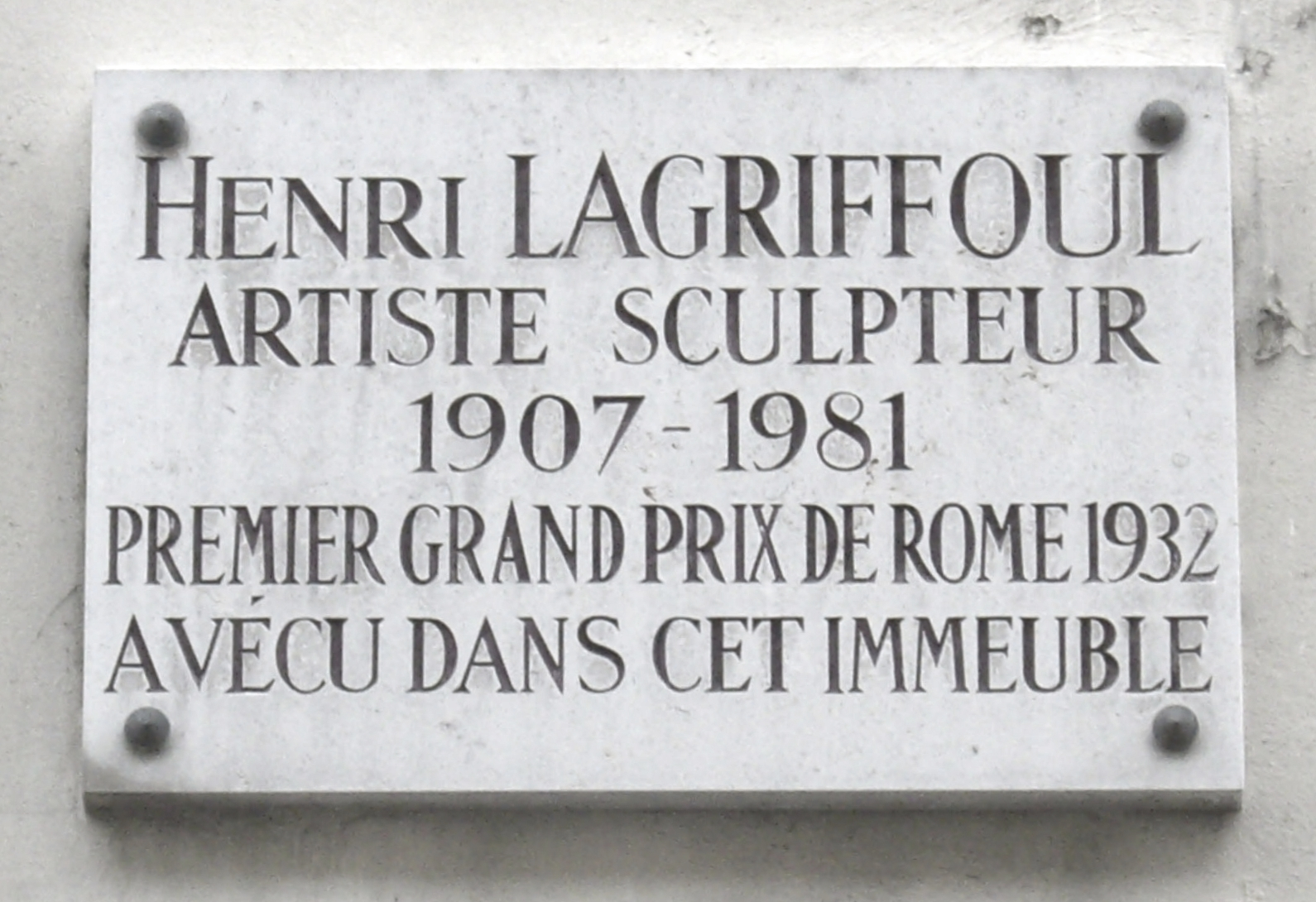
Plaque commémorative située au 5, rue Mazarine à Paris, où était situé l'atelier du sculpteur.

Il revient de la Seconde Guerre mondiale avec la croix de guerre. Alors que la France se lance dans une politique de reconstruction, il va travailler le plus souvent avec des architectes. Il réalise le premier grand monument aux déportés politiques à Auxerre en 1949, où il exprime à la fois les souffrances des martyrs et leur volonté de ne pas plier devant la tyrannie. Pour la faculté de médecine de Paris, rue des Saints-Pères, il exécute en 1950, trois bas-reliefs en médaillon sur le thème de la médecine égyptienne. 
Pour la présidence du Conseil, il réalise en 1952 la grande statue en pierre de l’Automne, placée dans le vestibule de l’hôtel de Montalivet de la rue de Varenne. En 1957, il grave un grand haut-relief sur pierre pour la bourse de commerce du Havre. Il est aussi l’auteur du bas-relief en bronze de la Déportation, un cœur déchiré par des barbelés, pour le mémorial de la France combattante du mont Valérien en 1959.
L’art sacré tient une place relativement importante dans son œuvre. Il sculpte, entre autres, une Vierge de l’Annonciation pour l’église Saint-Médard de Paris et le grand retable en bois de la chapelle des Entrepreneurs avec la Vierge à l’Enfant de la cathédrale de Rouen en 1956.
Dans le cadre du 1 % artistique, il travaille beaucoup pour des établissements scolaires dans toute la France. 
La Monnaie de Paris fait appel à lui pour la réalisation de monnaies et de médailles. Il est surtout connu en tant qu’auteur du motif de l'avers des pièces de monnaie de 5, 10 et 20 centimes de franc, avec le profil de Marianne (le revers est d'Adrien Dieudonné), remplacée en 2002 par les centimes d’euro. Parmi une soixantaine d’œuvres, il grave l’insigne du meilleur ouvrier de France, la médaille du mariage du prince Rainier de Monaco et de Grace Kelly en 1956, puis la pièce de 100 francs monégasque en 1958 et la pièce française en 1960. Par l’art de la médaille, il célèbre de nombreux personnages, comme Philippe le Bel, Confucius, Léon XIII, Pablo Picasso, Bertrand Russell, Albert le Grand, François Mansart, Virginia Woolf ou Charles Schneider.

## L'enseignant

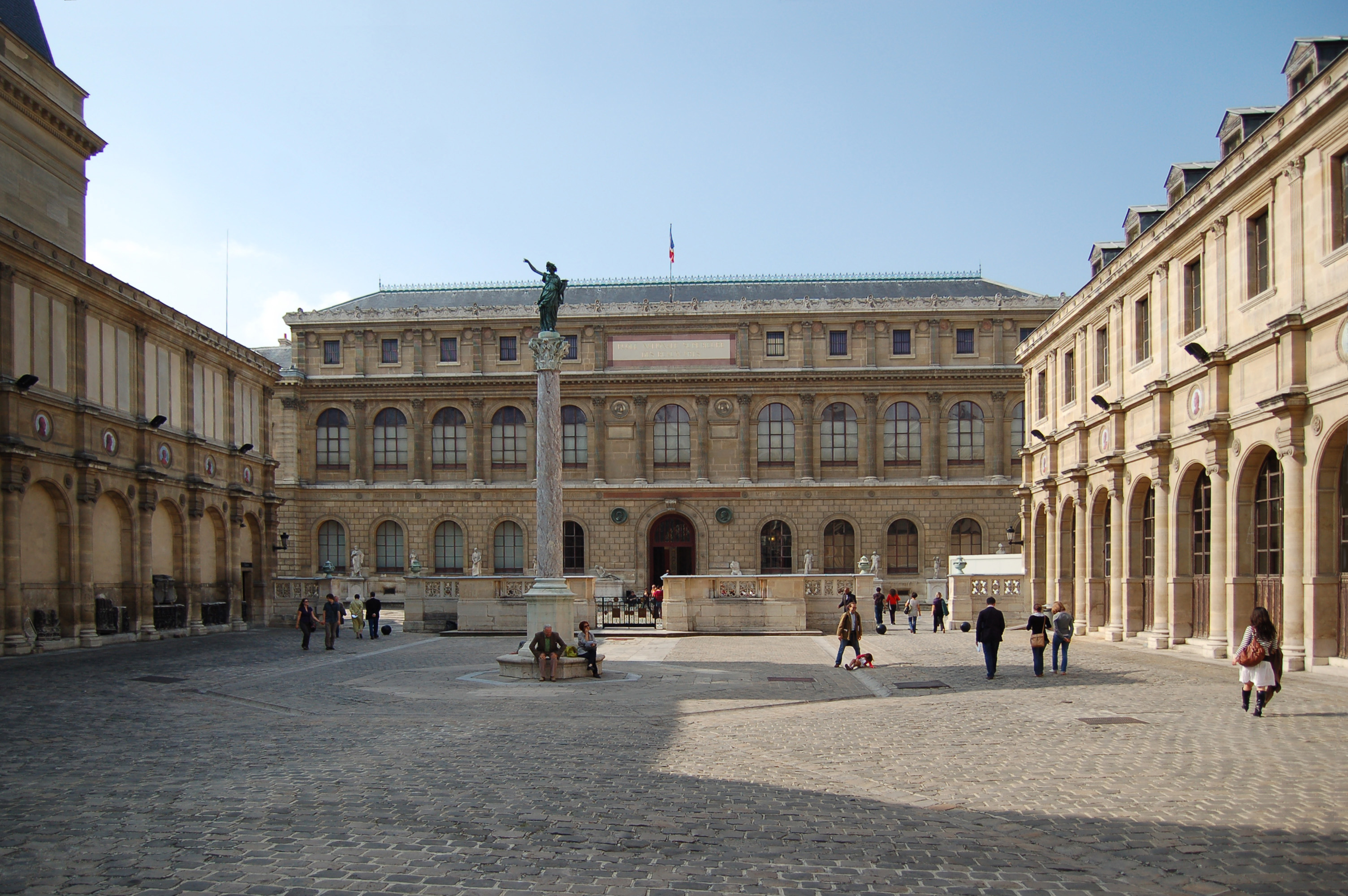
L’École nationale supérieure des beaux-arts de Paris.

Henri Lagriffoul est nommé professeur de sculpture à l’École nationale supérieure des beaux-arts de Paris en 1944 et enseigne la sculpture et le modelage à l’École polytechnique à partir de 1969. Pour lui, l’art ne s’enseigne pas : il se contente d’enseigner les techniques matérielles et intellectuelles, les règles de la composition, l'analyse des formes. Concernant les enjeux esthétiques, il laisse les élèves libres de se trouver et de s’exprimer ; ainsi ils pourront échapper aux académismes.

## Œuvre
Henri Lagriffoul échappe aux classifications car ses recherches esthétiques sont diversifiées. Son œuvre aux multiples facettes se caractérise par sa mesure, son harmonie, sa force et sa grandeur. Elle prend sa source dans la tradition de l’art grec, égyptien, roman ou gothique des cathédrales. Grâce à son enseignement, à son contact régulier avec les jeunes générations, ainsi qu’à sa conviction que l’art doit s’adapter aux transformations techniques et aux nouveaux matériaux, son travail présente une constante évolution.[réf. nécessaire]

## Œuvres dans les collections publiques
- Arras, musée des Beaux-Arts
- Bagneux, école Joliot-Curie : décorations, 1960[10].
- Beauvais, MUDO - Musée de l'Oise.
- Boulogne-Billancourt, musée des Années Trente : Tête de Soudanais, vers 1940[11].
- Boulogne-Billancourt, Espace Paul Landowski : Buste de Paul Landowksi[12].
- Le Creusot, statue de  Charles Schneider
- Enghien-les-Bains, lycée Gustave-Monod : bas-reliefs ornant la façade[13].
- Hébécourt : Monument à la 16e Division d'infanterie.
- Mont-de-Marsan, musée Despiau-Wlérick.
- Paris, cimetière de Passy, sépulture Dupont
- Puteaux, mairie, escalier d'honneur : Buste de Marius Jacotot, maire de la ville[14],[15].
- Roubaix, La Piscine.

- Œuvres d'Henri Lagriffoul